# Fatima Bhutto

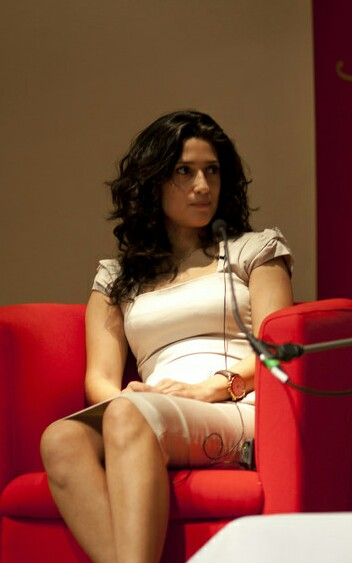
Fatima Bhutto bei einer Buchvorstellung in der SOAS in London

Fatima Bhutto, Urdu فاطمہ بھٹو, (geboren am 29. Mai 1982 in Kabul) ist eine pakistanische Journalistin und Schriftstellerin. Sie schreibt für eine Vielzahl an Zeitschriften wie z. B. The Guardian oder New Statesman.

## Leben
Fatima Bhutto wurde als Tochter Murtaza Bhuttos und der Afghanin Fauzia Fasihuddin in Kabul geboren, wohin ihr Vater vor dem Militärregime Zia-ul-Haqs geflohen war. Ihre Eltern ließen sich drei Jahre später scheiden, ihr Vater ließ sich in Syrien nieder und heiratete dort ihre Stiefmutter, die Ballettausbilderin Ghinwa Bhutto. Bhutto ist die Enkelin Zulfikar Ali Bhuttos und die Nichte Benazir Bhuttos. Ihr Vater kehrte nach dem Ende der Militärherrschaft 1993 nach Pakistan zurück, entzweite sich jedoch mit seiner Schwester Benazir. 1996 wurde er bei einem Polizeieinsatz vor seinem Haus in Karatschi erschossen. Fatima Bhutto und ihre Mutter glauben, dass Benazir und ihr Mann Asif Ali Zardari hierbei ihre Hände im Spiel hatten.
Bhutto absolvierte ihren Bachelor am Bernard Collage der Columbia University in Middle Eastern and Asian languages and cultures. Anschließend folgte ein Masterstudium in Südasienstudien an der School of Oriental and African Studies in London. Ihre Masterarbeit schrieb Bhutto über die Widerstandsbewegung gegen Zias Militärregime.
Bhutto lebt und arbeitet in Karatschi und ist seit 2023 verheiratet.

## Aktivitäten
Im Alter von 15 Jahren veröffentlichte Bhutto ihr erstes Buch, einen Gedichtband mit dem Titel Whispers of the desert. Ihr zweites Buch war eine Sammlung von Erzählungen von Opfern des Erdbebens in Kaschmir 2005. 2010 beschrieb sie die Geschichte ihrer Familie aus ihrer Sicht in dem Buch Songs of blood and sword. Ihre Memoiren brachten Bhutto in Pakistan heftige Kritik ein, da sie Benazir Bhutto darin vorwarf, am Tod ihrer eigenen Brüder beteiligt gewesen zu sein. Ihr nächstes Buch, The Shadows of the crescent Moon (dt.: „Schatten des Halbmonds“), wurde 2014 für den Women’s Prize for Fiction nominiert. 2015 veröffentlichte sie das E-Book Democracy, in dem die Planung eines Staatsstreichs geschildert wird. In ihrem im Herbst 2018 erschienenen Roman The Runaways erzählt sie die fiktive Geschichte von drei jungen Menschen, die sich einer bewaffneten islamistischen Organisation im Irak anschließen. Darüber hinaus nimmt Bhutto in Artikeln und Interviews zu politischen Themen auch außerhalb Pakistans Stellung. So äußerte sie sich etwa bereits zum Tragen von Burkas und zu Klimamigration.
Obwohl ihre Mutter eine Abspaltung von der PPP gründete und ihre Tochter gern als Erbin ihres politischen Vermächtnisses sehen würde, strebt Fatima Bhutto keine aktive politische Rolle an. Dies begründet sie damit, dass die Politik in Pakistan durch die Rolle familiärer Clans zur Seifenoper verkommen sei, die die wirklichen Probleme des Landes nicht zur Kenntnis nähme.
Im Oktober 2024 gehörte Bhutto zu den Unterzeichnern eines Aufrufs zum Boykott israelischer Kulturinstitutionen, „die an der überwältigenden Unterdrückung der Palästinenser mitschuldig sind oder diese stillschweigend beobachtet haben“.

## Werke
- Whispers of The Desert. Oxford University Press, Karachi 1998, ISBN 978-0-195-77844-1.
- 8.50 a.m. 8 October 2005. Stories of Hope and Courage from the Earthquake in Pakistan. Oxford University Press, Karachi 2006, ISBN 978-0-195-47403-9.
- Songs of Blood and Sword. Nation Books, New York 2010, ISBN 978-1-568-58632-8.
- The Shadow of the Crescent Moon. Penguin Books, New York 2013, ISBN 978-1-594-20560-6.
- Democracy. 2015.
- The Runaways. Penguin Books, New York 2018, ISBN 978-0-241-34699-0.